# Cathal mac Dúnlainge
Cathal mac Dúnlainge (mort en 819) est roi des Uí Cheinnselaigh du sud Leinster. Il est issu du sept Sil Máeluidir une lignée des Laigin, qui s'était implantée dans les futures baronnies de Shelmalier sur le cour inférieur de la rivière
Slaney dans le sud de l'actuel comté de Wexford. Il règne de 809 à 819.
Le Uí Dróna avait été le sept dominant des Uí Cheinnselaigh pendant la seconde moitié du VIIIe siècle et le dernier membre du sept Sil Máeluidir à avoir occupé le trône est mort en 770. Cathal s'empare du royaume après la mort de son prédécesseur Cellach Tosach mac Donngaile des Uí Dróna en 809. En 814 Cathal entre en conflit avec les Uí Dúnlainge les souverains provinciaux du Leinster gouverné par Muiredach mac Brain auxquels les Uí Cheinnselaigh s'étaient soumis.
Cathal semble avoir tenté de prendre le contrôle de monastère locaux afin de renforcer la puissance de son sept. En 817 il mène ses forces qui comprennent celles du monastère de Tech Munnu (Taghmon) lors d'une attaque contre la communauté de Ferns dont 400 membres sont tués. Lors de l'obit de sa mort en  819 il est désigné sous le double titre de roi des Uí Cheinnselaigh et de prieur de l'abbaye de Ferns

## Sources
- Annales d'Ulster sur  at University College Cork
- Livre de  Leinster, Rig Hua Cendselaig sur  at University College Cork
- (en) Francis John Byrne, Irish Kings and High-Kings, Dublin, Four Courts Press, 2001, 341 p. (ISBN 978-1-85182-196-9)